# 25765 Heatherlynne
25765 Heatherlynne este un asteroid din centura principală de asteroizi.

## Descriere
25765 Heatherlynne este un asteroid din centura principală de asteroizi. A fost descoperit pe 2 februarie 2000 la Socorro, New Mexico, în cadrul proiectului LINEAR. Asteroidul prezintă o orbită caracterizată de o semiaxă mare de 2,94 ua, o excentricitate de 0,11 și o înclinație de 2,0° în raport cu ecliptica.